# Jaunay-Clan
Jaunay-Clan ist eine Commune déléguée in der französischen Gemeinde Jaunay-Marigny mit 6.297 Einwohnern (Stand: 1. Januar 2022) im Département Vienne in der Region Nouvelle-Aquitaine. Die Einwohner heißen Jaunay-Clanais.
Die Gemeinde Jaunay-Clan wurde am 1. Januar 2017 mit Marigny-Brizay zur neuen Gemeinde Jaunay-Marigny zusammengeschlossen. Sie lag im Arrondissement Poitiers und war seit der Neuordnung der französischen Kantone im Jahr 2015 Hauptort des neu geschaffenen gleichnamigen Kantons.

## Geographie
Jaunay-Clan liegt am Fluss Clain etwa zwölf Kilometer nördlich von Poitiers. Die Gemeinde wurde umgeben von den Nachbargemeinden Marigny-Brizay im Norden, Dissay im Nordosten, Saint-Georges-lès-Baillargeaux im Osten, Chasseneuil-du-Poitou im Süden, Avanton im Südwesten, Vendeuvre-du-Poitou im Nordwesten. Jaunay-Clan gehört zum Weinbaugebiet Haut-Poitou. 
Durch die Commune déléguée führt die Autoroute A10. Der Themenpark Futuroscope liegt teilweise auf dem Gebiet der Commune déléguée.

## Sehenswürdigkeiten
- Romanische Kirche Saint-Denis, Monument historique
- Château-Couvert, errichtet 1520 für den Bürgermeister von Poitiers, François Fumé
- Ruinen des Château de Brin
- Château de Chincé

## Demographie
| Einwohner                                                  | 2.659 | 2.981 | 4.013 | 4.629 | 4.928 | 5.636 | 5.788 | 5.866 |
| Ab 1962 offizielle Zahlen ohne Einwohner mit Zweitwohnsitz |       |       |       |       |       |       |       |       |

## Gemeindepartnerschaften
Partnerschaften bestehen mit den Gemeinden
- Péruwelz, Wallonien, Belgien
- Cavan, County Cavan, Irland
- Oleśnica, Woiwodschaft Niederschlesien, Polen

## Nachweise
1. ↑  Website von Jaunay-Clan – jumelage